# Melia
En la mitología griega, Melia (en griego antiguo: Μελία, Μελίη), esto es, «fresno», «dulce» o «miel», es el nombre de una ninfa cuya tradición varía dependiendo del autor. No se la debe confundir con las ninfas de los fresnos, llamadas colectivamente como Melias o Melíades.

## Melia, esposa de Ínaco
Melia es una de las ninfas oceánides y hermana del dios fluvial Ínaco. Se desposó con su hermano y le dio al menos dos hijos, Foroneo y Egialeo, y también una hija, Micene. Otras fuentes denominan a la esposa de Ínaco como Argía. Y otros más dicen que Ínaco y Melia engendraron a Belo, Caso e Ío.

## Melia, madre de Ismeno
En otra tradición Melia también es una de las oceánides. Era una ninfa de una fuente de Tebas, y Apolo mató a su hermano Caanto en una competición por ganarse el amor de la ninfa. Melia le alumbró a Apolo dos hijos, Ismeno y Ténero, sacerdotes proféticos del templo oracular ismenio. Melia era venerada en el santuario de Apolo, el Ismenium, cerca de Tebas. La ninfa de la fuente ismenia también es denominada como Ismene en otras fuentes (pero como ninfa Asópide), por lo que ambos personajes están estrechamente relacionados, si es que no se trata del mismo personaje. Nótese que el nombre ismenio hace referencia al gentilicio arcaico de tebano.

## Melia, madre de Ámico
En una tercera versión Melia es una ninfa de Bitinia, quien fue, por Poseidón, la madre de Ámico y Migdón, ambos reyes de los bébrices. El nombre de esta Melia quizás deriva de una malinterpretación de una línea de las Argonáuticas de Apolonio de Rodas, en donde leemos Βιθυνὶς Μελίη, que debería leerse no como "la ninfa Melia de Bitinia", sino como "Bitinis, una de las ninfas melias", sugiriendo que se trataría de una de las ninfas de los fresnos.

## Melia, hija de Agénor
Aún otra versión más imagina a Melia como hermana de Isea, ambas hijas de Agénor y hermanas de Fénix. Estas se desposaron con sus primos Dánao y Egipto, hijos a su vez de Belo.